# Lemmings (publicité)
Pour les articles homonymes, voir Lemming (homonymie).

Lemmings est un spot publicitaire réalisé par Tony Scott qui lança Macintosh Office d'Apple aux États-Unis, en janvier 1985, un an après le lancement du Macintosh. Le spot a été diffusé durant le Super Bowl XIX et a été un échec cuisant car  ressenti comme offensant les acheteurs potentiels. 

## Synopsis
Sous un sifflement discordant, rappelant Heigh-Ho, une longue file d'hommes d'affaires aux yeux bandés avance lentement à travers un paysage poussiéreux vers une falaise, où ils tombent un par un. Une voix off annonce l'arrivée de Macintosh Office. Le dernier homme d'affaires de la file s'arrête au bord de la falaise, d'où il découvre ses yeux et reconsidère sa situation, comme le suggère la voix off. Une seconde file est ensuite montrée, alors que la voix continue et dit « ou vous pouvez continuer vos affaires comme d'habitude ».

## Nom
Le nom du spot se réfère à une légende urbaine selon laquelle les lemmings se suicident en masse lors de leur migration. 